# Manfredas
Manfredas ist ein männlicher litauischer Vorname, abgeleitet von Manfred.

## Personen
- Manfredas Lukjančukas (* 1991), Fußballschiedsrichter
- Manfredas Ruzgis (* 1997), Fußballspieler
- Manfredas Žymantas (* 1970), Politiker, Mitglied des Seimas